# Міс Остін шкодує
«Міс Остін шкодує» (англ. Miss Austen Regrets) — драма ВВС 2007 року режисера Джеремі Ловерінга за сценарієм Ґвінет Г'юз. У головній ролі виступає Олівія Вільямс у ролі Джейн Остін, разом з Імоджен Путс, Гретою Скаккі, Г'ю Бонневіллем, Адріаном Едмондсоном і Джеком Ґ'юстоном. Вперше вийшла в ефір 21 серпня 2007 року у Великій Британії та 3 лютого 2008 року в Сполучених Штатах Америки у складі телесеріалу драматичної антології PBS «Шедевр» в рамках «Повного зібрання творів Джейн Остін», американської версії «Сезону Джейн Остін».

## Короткий зміст
У 1802 році Джейн Остін отримує пропозицію про шлюб і дає згоду. Її сестра Кассандра стурбована і питає, чи впевнена вона у своєму виборі. Наступного ранку Джейн передумала і відмовила своєму обранцю, хоча вона має сумніви, що вчинила правильно. 
У 1814 році Джейн і Кассандра відвідують весілля кузена, звідки «улюблена тітка» Джейн супроводжує племінницю Фанні та брата Едварда Остіна-Найта додому. Племінниця ставить тітці безліч питань про кохання, шлюб і особливо, чому сама вона ніколи не виходила заміж. Фанні знайомить Джейн з одним із своїх потенційних залицяльників, містером Пламптрі, але тітка не впевнена, що їхнє кохання справжнє. Визнаючи, що вона сама не має досвіду, Джейн все ж заявляє, що кожен повинен мати шанс на шлюб з коханою людиною. 
Джейн вражена і здивована, коли її несподівано відвідує дядько Фанні, преподобний Брук Бріджес - чоловік, який очевидно зіграв свою роль у минулому Джейн. Гість стурбований тим, що Джейн стала взірцем для наслідування, «впливає на свою молоду племінницю своїми химерними ідеями та кмітливою дотепністю». 
Наступного року Джейн їде до Лондона, де живе її інший брат Генрі, якого вона попросила супроводжувати її для переговорів зі своїм видавцем щодо її нового роману «Емма». Генрі раптово захворів, Джейн допомагає молодий і вродливий лікар Чарльз Гейден, який зцілює її брата і може допомогти з публікацією «Емми». Джейн лестить його увага, їй хочеться думати, що він захоплюється нею більше, ніж її твором. З приїздом Фанні в Лондон, лікар Гейден проявляє до неї цікавість, Джейн стає насупленою та ображеною. Вона повертається в Гемпшир, щоб продовжувати писати наступний роман, але стан її здоров'я погіршується. 
На родинних хрестинах Фанні розповідає Джейн, що містер Пламптрі заручений з іншою, і звинувачує тітку в тому, що вона вплинула на її ставлення до нього. Племінниця заявляє, що ніколи більше не буде зважати на думку своєї неодруженої тітки. Її віддана сестра Кассандра намагається втішити Джейн, але коли їй стає гірше, вона озирається на своє життя і гадає, чи правильно зробила вибір щодо кохання, грошей та шлюбу. 
Коли її хвороба прогресує, Джейн зізнається Кассандрі: єдине, що змушує її шкодувати про відмову вийти заміж за свого заможного залицяльника, це те, що тоді вона змогла б залишити Кассандрі та матері матеріальне забезпечення. Вона визнає, що все, чим вона є, і все, чого вона досягла, було для її сестри і це зробило її набагато щасливішою, ніж вона могла собі уявити. 
У 1820 році Кассандра сама відвідує весілля Фанні. Племінниця знаходить Кассандру, що спалює листи, які сестра написала їй. Фанні благає її не знищувати їх, сподіваючись нарешті дізнатися про втрачене кохання Джейн. Але Кассандра продовжує палити листи, приголомшена своїм горем. Коли Фанні повертається на вечірку, вона згадує пораду Джейн прислухатися до власного серця. Фанні нарешті зрозуміла свою тітку.

## Актори
- Семюел Рукін — Гарріс Біґґ
- Олівія Вільямс — Джейн Остін
- Грета Скаккі — Кассандра Остін
- Імоджен Путс — Фанні Остін Найт
- Філліда Ло — місіс Остін
- Піп Торренс — Едвард Остін Найт
- Гаррі Гостелоу — Преподобний Чарльз Папійон
- Том Гіддлстон — Джон Пембертон Пламптрі
- Г'ю Бонневілль — Преподобний Брук Бріджес
- Том Гудмен-Гілл — містер Лашінгтон
- Аді Едмондсон — Генрі Томас Остін
- Джек Г'юстон — лікар Чарльз Гейден
- Джейсон Воткінс — Преподобний Кларк
- Саллі Татум — Енн Остін Лефрой
- Сільві Герберт — мадам Біджен

## Зовнішні посилання
- Міс Остін шкодує [Архівовано 11 листопада 2012 у Wayback Machine.] на BBC One
- Міс Остін шкодує [Архівовано 19 грудня 2016 у Wayback Machine.] в Театрі Шедевр